# (5346) 1981 QE3
(5346) 1981 QE3 là một tiểu hành tinh vành đai chính. Nó được phát hiện bởi Henri Debehogne ở Đài thiên văn La Silla ở Chile ngày 24 tháng 8 năm 1981.